# Jean-Noël Lerebours
Jean-Noël Lerebours (1761 – 1840) è stato un ottico francese.
È il primo dei grandi ottici che contribuirono, tra la fine del Settecento e i primi venti anni dell'Ottocento, a rendere l'industria ottica francese competitiva con quella inglese. Iniziò la propria attività come costruttore di strumenti matematici, ma divenne presto noto per la perfezione delle sue lenti, riuscendo a realizzare lenti acromatiche migliori di quelle provenienti dall'Inghilterra. Dopo il 1800 fu ottico della Marina francese e del Bureau des Longitudes, nonché fornitore della Casa Imperiale. Si specializzò sempre più nella produzione di obiettivi di grandi dimensioni.